# Antonio Maria Valsalva
Antonio Maria Valsalva (Imola, 17. siječnja 1666. – Bologna, 2. veljače 1723.) bio je talijanski anatom i filozof rođen u Imoli, studirao je medicinu i filozofiju u Bologni, gdje ga je učio Marcello Malpighi. Diplomirao je medicinu 1687.g. Nakon što je 1705.g. postao profesor anatomije na Sveučilištu u Bologni predavao je Giovanni Battista Morgagniju.
Istraživao je anatomiju uha. Skovao je naziv Eustahijeva cijev i opisao Valsalvine aortalne sinuse u svojim spisima koji su objavljeni postumno 1740. Po njegovom imenu nose naziv Valsalvin antrum uha i Valsalvin test. Anatomske strukture koje nose njegovo ime su Valsalvin mišić i Valsalvine tenije. Neki od pojmova u medicini koje nose naziv po Valsalvi:
- Valsalvin mišić - okomit snop mišićnih niti na vanjskoj površini tragusa uške, koje inervira temporalni (sljepoočni) ogranak ličnog živca (lat. nervus facialis).
- Valsalvin aortalni sinus - prostor između zidu aorte i aortalnih polumjesečastih zalistaka.
- Valsalvin manevar (test) - metoda ispitivanja prohodnosti Eustahijeve cijevi i ispitivanje simpatičkih i parasimptičkih refleksa.
- Valsalvine tenije - tri snopa uzdužnih mišićnih vlakana na debelom crijevu

## Vanjske poveznice
- Biografija  Arhivirana inačica izvorne stranice od 12. svibnja 2016. (Wayback Machine) (engl.)